# Коркино
Коркино (рус. Коркино) град је у Русији у Чељабинској области. Према попису становништва из 2010. у граду је живело 38597 становника.

## Становништво
| 1939.  | 1959.  | 1970.  | 1979.  | 1989.  | 2002.  | 2010.  |
| ------ | ------ | ------ | ------ | ------ | ------ | ------ |
| 11.517 | 84.962 | 70.890 | 63.253 | 45.198 | 41.501 | 38.597 |